# Coupe Banque Nationale 2015 - Qualificazioni singolare
Le qualificazioni del singolare femminile del Coupe Banque Nationale 2015 sono state un torneo di tennis preliminare per accedere alla fase finale della manifestazione. Le vincitrici dell'ultimo turno sono entrate di diritto nel tabellone principale. In caso di ritiro di una o più giocatrici aventi diritto a queste sono subentrati le lucky loser, ossia le giocatrici che hanno perso nell'ultimo turno ma che avevano una classifica più alta rispetto alle altre partecipanti che avevano comunque perso nel turno finale.

## Teste di serie
1. Naomi Broady (ultimo turno, Lucky loser)
2. Maria Sanchez (ultimo turno)
3. Julie Coin (primo turno)
4. Amandine Hesse (qualificata)
5. Kateryna Kozlova (qualificata)
6. Julia Boserup (qualificata)

1. Samantha Crawford (qualificata)
2. Mandy Minella (qualificata)
3. Kateřina Vaňková (primo turno)
4. Nadežda Kičenok (ultimo turno, Lucky loser)
5. Bernarda Pera (primo turno, retirata)
6. Jessica Pegula (qualificata)

## Qualificate
1. Julia Boserup
2. Samantha Crawford
3. Amandine Hesse

1. Kateryna Kozlova
2. Mandy Minella
3. Jessica Pegula

### Lucky loser
1. Naomi Broady

1. Nadežda Kičenok

## Tabellone

### Legenda
| - Q = Qualificato - WC = Wild card - LL = Lucky loser | - ALT = Alternate - SE = Special Exempt - PR = Protected Ranking | - w/o = Walkover - r = Ritirato - d = Squalificato |

### Sezione 1
|  | Primo turno | Primo turno    | Primo turno | Primo turno | Primo turno |  |  | Ultimo turno | Ultimo turno   | Ultimo turno | Ultimo turno | Ultimo turno |  |
|  |             |                |             |             |             |  |  |              |                |              |              |              |  |
|  | 1           | Naomi Broady   | 6           | 63          | 6           |  |  |              |                |              |              |              |  |
|  |             | Melanie Oudin  | 3           | 7           | 3           |  |  | 1            | Naomi Broady   | 6            | 3            | 4            |  |
|  |             | Sanaz Marand   | 6           | 1           | 5           |  |  | 12           | Jessica Pegula | 1            | 6            | 6            |  |
|  | 12          | Jessica Pegula | 3           | 6           | 7           |  |  |              |                |              |              |              |  |

### Sezione 2
|  | Primo turno | Primo turno            | Primo turno            | Primo turno | Primo turno |  |  | Ultimo turno | Ultimo turno      | Ultimo turno | Ultimo turno | Ultimo turno |  |
|  |             |                        |                        |             |             |  |  |              |                   |              |              |              |  |
|  | 2           | Maria Sanchez          | Maria Sanchez          | 6           | 6           |  |  |              |                   |              |              |              |  |
|  | WC          | Malika Auger-Aliassime | Malika Auger-Aliassime | 0           | 2           |  |  | 2            | Maria Sanchez     | 6            | 4            | 63           |  |
|  | WC          | Marie-Ève Pelletier    | Marie-Ève Pelletier    | 0           | 1           |  |  | 7            | Samantha Crawford | 1            | 6            | 7            |  |
|  | 7           | Samantha Crawford      | Samantha Crawford      | 6           | 6           |  |  |              |                   |              |              |              |  |

### Sezione 3
|  | Primo turno | Primo turno        | Primo turno  | Primo turno | Primo turno |  |  | Ultimo turno | Ultimo turno  | Ultimo turno  | Ultimo turno | Ultimo turno |  |
|  |             |                    |              |             |             |  |  |              |               |               |              |              |  |
|  | 3           | Julie Coin         | Julie Coin   | 63          | 3           |  |  |              |               |               |              |              |  |
|  |             | Danielle Lao       | Danielle Lao | 7           | 6           |  |  |              | Danielle Lao  | Danielle Lao  | 3            | 3            |  |
|  | WC          | Aleksandra Wozniak | 3            | 7           | 4           |  |  | 8            | Mandy Minella | Mandy Minella | 6            | 6            |  |
|  | 8           | Mandy Minella      | 6            | 5           | 6           |  |  |              |               |               |              |              |  |

### Sezione 4
|  | Primo turno | Primo turno      | Primo turno      | Primo turno | Primo turno |  |  | Ultimo turno | Ultimo turno     | Ultimo turno     | Ultimo turno | Ultimo turno |  |
|  |             |                  |                  |             |             |  |  |              |                  |                  |              |              |  |
|  | 4           | Amandine Hesse   | 6                | 0           | 6           |  |  |              |                  |                  |              |              |  |
|  |             | Jennifer Elie    | 2                | 6           | 1           |  |  | 4            | Amandine Hesse   | Amandine Hesse   | 6            | 6            |  |
|  |             | Ljudmyla Kičenok | Ljudmyla Kičenok | 6           | 1           |  |  |              | Ljudmyla Kičenok | Ljudmyla Kičenok | 3            | 4            |  |
|  | 11          | Bernarda Pera    | Bernarda Pera    | 3           | 0r          |  |  |              |                  |                  |              |              |  |

### Sezione 5
|  | Primo turno | Primo turno       | Primo turno       | Primo turno | Primo turno |  |  | Ultimo turno | Ultimo turno     | Ultimo turno     | Ultimo turno | Ultimo turno |  |
|  |             |                   |                   |             |             |  |  |              |                  |                  |              |              |  |
|  | 5           | Kateryna Kozlova  | Kateryna Kozlova  | 6           | 6           |  |  |              |                  |                  |              |              |  |
|  | WC          | Charlotte Petrick | Charlotte Petrick | 1           | 0           |  |  | 5            | Kateryna Kozlova | Kateryna Kozlova | 6            | 6            |  |
|  |             | Jacqueline Cako   | Jacqueline Cako   | 1           | 0           |  |  | 10           | Nadežda Kičenok  | Nadežda Kičenok  | 4            | 4            |  |
|  | 10          | Nadežda Kičenok   | Nadežda Kičenok   | 6           | 6           |  |  |              |                  |                  |              |              |  |

### Sezione 6
|  | Primo turno | Primo turno      | Primo turno      | Primo turno | Primo turno |  |  | Ultimo turno | Ultimo turno  | Ultimo turno  | Ultimo turno | Ultimo turno |  |
|  |             |                  |                  |             |             |  |  |              |               |               |              |              |  |
|  | 6           | Julia Boserup    | Julia Boserup    | 6           | 6           |  |  |              |               |               |              |              |  |
|  |             | Carol Zhao       | Carol Zhao       | 2           | 3           |  |  | 6            | Julia Boserup | Julia Boserup | 6            | 7            |  |
|  |             | Asia Muhammad    | Asia Muhammad    | 7           | 6           |  |  |              | Asia Muhammad | Asia Muhammad | 1            | 63           |  |
|  | 9           | Kateřina Vaňková | Kateřina Vaňková | 63          | 1           |  |  |              |               |               |              |              |  |